# Lopeti Tupou
Lopeti Tupou (Estados Unidos, 17 de noviembre de 2001) es un jugador profesional estadounidense de rugby que se desempeña en la posición de pilar izquierdo en Dallas Jackals, equipo perteneciente a la liga Major League Rugby.

## Carrera
En 2022, Tupou se unió al equipo Grand Prairie Maverick Rugby (2022-2023), después pasó a Dallas Jackals, disputando su primera temporada en la Major League Rugby.